# Basilica di Santa Croce (Cagliari)
La basilica magistrale di Santa Croce è una chiesa monumentale di Cagliari, originariamente sinagoga della locale comunità ebraica prima dell'espulsione del 1492. Dal 1809 la chiesa appartiene all'Ordine dei Santi Maurizio e Lazzaro.
L'edificio sorge in Castello, sul bastione di Santa Croce, nello spazio delimitato dalla omonima via, da via Corte d'Appello e dalla piazzetta Santa Croce, dove si trova l'ingresso principale della chiesa. Annesso alla basilica è il vasto complesso dell'ex collegio gesuitico, che oggi ospita la Facoltà di architettura dell'Università di Cagliari.
Dal 2008, la messa è di norma officiata la domenica mattina secondo il rito romano straordinario. Dal 16 luglio 2018 è eretta parrocchia personale per i fedeli del rito romano straordinario, seconda in Italia, dopo la parrocchia della Santissima Trinità dei Pellegrini a Roma, e prima affidata al clero diocesano. La parrocchia non ha dunque configurazione territoriale ma personale, entro i confini dell’Arcidiocesi, a norma del can. 518 del Codice di diritto canonico e dell’art. 10 del motu proprio Summorum pontificum.

## Storia
La zona in cui sorge l'odierna basilica era in passato la Giudaria, ovvero il quartiere ebraico, esistente in Castello già dal XIII secolo, ma che raggiunse la massima espansione sotto la dominazione aragonese, nel XIV e XV secolo.
Nel 1492, per volere di Ferdinando II d'Aragona e Isabella di Castiglia, venne emanato un decreto di espulsione dai loro domini, rivolto a tutti gli ebrei e i musulmani che non si fossero convertiti al cristianesimo.
Gli ebrei furono espulsi anche da Cagliari e la sinagoga, che sorgeva nella Giudaria di Castello, venne presto convertita in chiesa cattolica e dedicata alla Santa Croce.
Nel 1530 la piccola chiesa venne concessa all'Arciconfraternita del Santo Monte di Pietà, appena istituita, i cui membri, esclusivamente di nobile estrazione, avevano come compito principale il prestare conforto ai condannati a morte.

Emblema dell'Ordine mauriziano

La chiesa rimase in uso all'arciconfraternita sino al 1564, anno in cui, su richiesta dell'arcivescovo Parraguez, i gesuiti giunsero a Cagliari e venne loro concesso l'utilizzo di Santa Croce e di alcune case adiacenti, primo nucleo del collegio gesuitico.
La chiesa di santa Croce venne stilisticamente rinnovata e ingrandita nel 1661, grazie alla munificenza della nobildonna Anna Brondo, dei marchesi di Villacidro, che lasciò a tal fine una congrua eredità ai padri gesuiti.
Nel 1773, in seguito alla soppressione della Compagnia di Gesù, la chiesa e il collegio di Santa Croce divennero proprietà dello stato.
Nel 1809, durante la sua permanenza a Cagliari, il re Vittorio Emanuele I concesse la chiesa all'Ordine dei Santi Maurizio e Lazzaro, elevandola al titolo di Basilica magistrale.
I bombardamenti del 1943 danneggiarono la basilica, che venne riparata nel 1946.
Il tempio, dopo circa vent'anni di chiusura, è stato riaperto al culto il 22 dicembre 2007, con una messa officiata dall'allora arcivescovo di Cagliari Giuseppe Mani.. La riapertura è stata possibile grazie a una serie di interventi di restauro, tra cui quello delle decorazioni murali, di 4 cappelle, dell’area presbiteriale e degli intonaci esterni ed interni della chiesa e delle sagrestie, insieme al restauro di 5 altari marmorei, del pulpito e della pila d’acquasanta. Questi interventi sono stati realizzati anche grazie ai fondi del Gioco del Lotto, in base a quanto regolato dalla legge 662/96.

## Descrizione

### Esterno

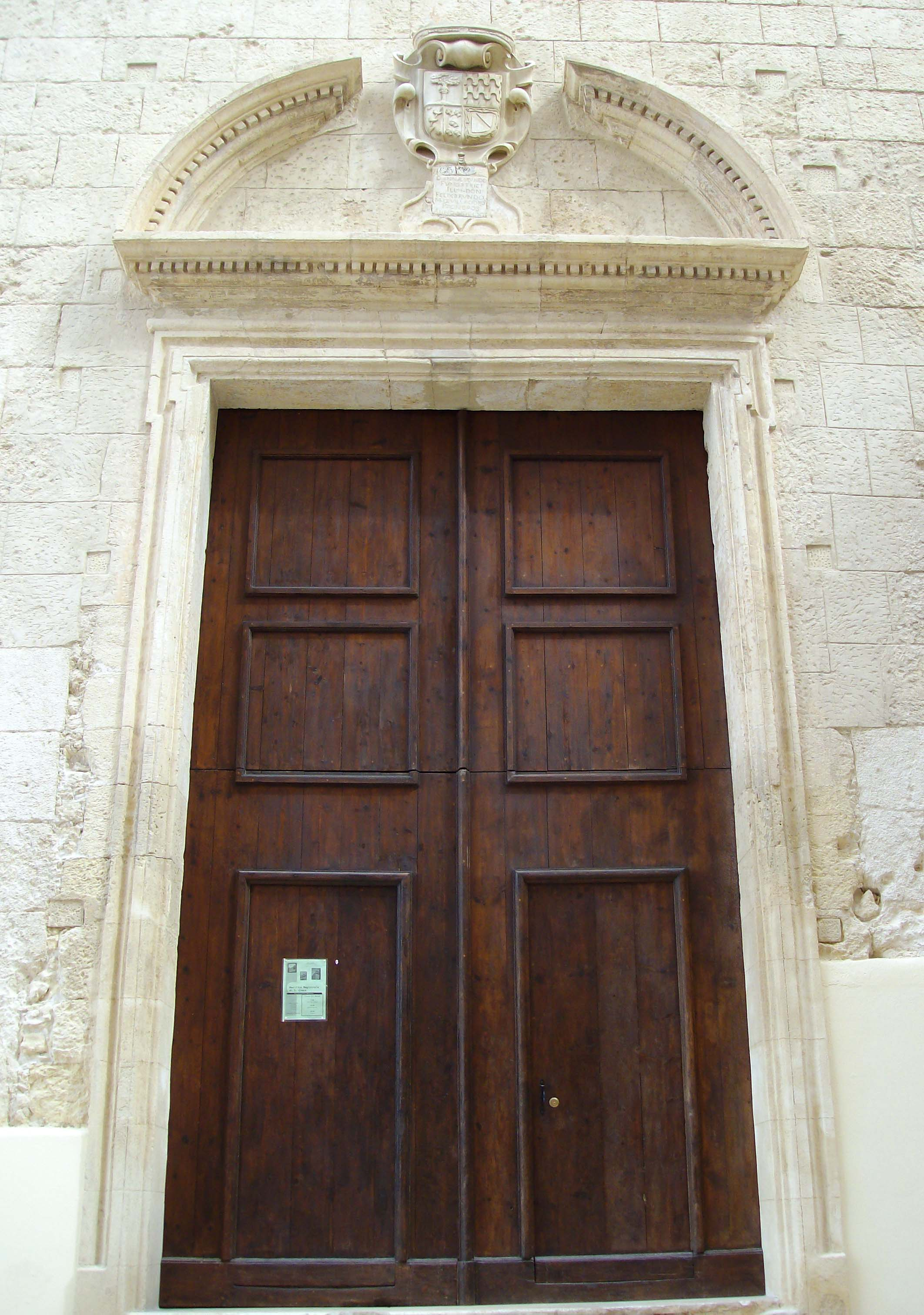
Portale della basilica. Al centro del timpano si trova lo stemma dei Brondo e l'iscrizione in ricordo di donna Anna Brondo

La chiesa si affaccia col prospetto principale nella piazzetta Santa Croce, a cui si accede dalla via omonima tramite pochi gradini sconnessi. Sul fianco dell'edificio lungo la via Santa Croce si scorge il piccolo campanile, a canna quadra, sormontato da una cupoletta orientaleggiante.
La facciata, particolarmente sviluppata in altezza, è divisa in due livelli da una fascia intermedia, delimitata da due cornicioni, all'interno del quale si trova lo stemma dell'ordine dei Gesuiti. Sotto, nel livello più basso, si apre il portale, sormontato da un timpano curvo spezzato, entro cui si trova lo stemma dei Brondo e la sottostante iscrizione, D. Anna Brundo / fundatrici / Ill.M D. Felix Brundo / M. de Villacidro / pronepo / Anno MDCLXI, in cui, per volontà del pronipote Felice Brondo, marchese di Villacidro, si ricorda la benefattrice Anna Brondo, a conclusione dei lavori nel 1661.
La parte alta della facciata, più articolata, è scandita da lesene delimitata alle estremità da due obelischi decorativi.

### Interno
L'interno del tempio, di aspetto neoclassico, è a navata unica, voltata a botte, con tre cappelle per lato e breve presbiterio chiuso da abside semicircolare. Tutto il perimetro è percorso da un cornice modanata, retta da paraste.
Le cappelle laterali sono ornate da altari in stile barocco, realizzati in marmi policromi, nei quali, tra colonne tortili e volute, sono custodite diverse opere d'arte, sia scultoree che pittoriche, risalenti al XVII e XVIII secolo.
La volta della basilica venne affrescata da Ludovico Crespi nel XIX secolo, con un motivo a finti cassettoni.
Nel presbiterio si trova l'altare maggiore, marmoreo, in cui è esposto un artistico Cristo crocifisso, in legno. Nella parete dell'abside sono gli affreschi rappresentanti i santi Maurizio e san Lazzaro, realizzati nel 1842 dall'artista sardo Antonio Caboni. Numerose opere d'arte sono custodite anche nella sacrestia.
Per la chiesa era stata realizzata una statua lignea di San Michele in legno policromo dorato dal napoletano Aniello Stellato, completata nel 1620 dal conterraneo Giuseppe De Rosa per l'esecuzione dell'indoratura e coloritura, oggi nella Chiesa di San Michele.